# 1946 في اليونان
فيما يلي قوائم الأحداث التي وقعت خلال عام 1946 في اليونان.

## أحداث
- 1 يناير – الحرب الأهلية اليونانية

## سياسة

### تعيين في المنصب
- 1 يناير – كونستانتين ميتسوتاكيس عضو البرلمان اليوناني.

### انتهاء فترة المنصب
- 11 يناير – نيكوس كازانتزاكيس وزير دون حقيبة ‏.

## كتب
من الكتب التي صدرت هذه السنة في اليونان:
- 1 يناير – زوربا اليوناني من تأليف نيكوس كازانتزاكيس.

## مواليد

### مايو
- 25 مايو – أنتونيس أنتونيدس لاعب كرة قدم يوناني.

### نوفمبر
- 23 نوفمبر – جيورجوس كوداس لاعب كرة قدم يوناني.

### ديسمبر
- 26 ديسمبر – جوزيف سيفاكيس